# NGC 1463
NGC 1463 في الفهرس العام الجديد، هي مجرة، تقع في كوكبة الشبكة (كوكبة). اكتشفت في 6 أكتوبر 1834 بواسطة جون هيرشل.

## روابط خارجية
- NGC 1463 على موقع ويكي سكاي: DSS2, SDSS, GALEX, IRAS, Hydrogen α, X-Ray, Astrophoto, Sky Map, Articles and images